# Шабачка чивијада
Шабачка чивијада као „белосветски вашар хумора и сатире” је културно-туристичка манифестација која се од 1968. године традиционално одржава у Шапцу. 
Одржава се сваке године у септембру, пре малогоспојинског вашара и најављује се као белосветски вашар хумора и сатире.Манифестација је добила име по надимку „чивијаши”, који су Шапчани, по предању, добили пошто су извукли чивије (држаче точка) са фијакера кнеза Милана Обреновића.
Чивијада почиње подизањем заставе Чивијашке републике и наставља се низом дешавања чија је основна тема хумор и сатира. Модерна Чивијада има више својих програмских садржаја: изложба карикатура, Међународни Чивијашки карневал, промоцију листа „Чивија”, „Фићијаду” и  избор за председника Владе Чивијашке републике. Сваке године расписује се и наградни конкурс за најбоље афоризме, сатиричне приче и карикатуре. 
Први председник Чивијашке Републике Михаило Миле Станковић прогласио је Шабац град отвореног хумора и сатире. Њега је наследио Бранко Ћопић, а „владали” су још и Нела Ержишник, Мија Алексић, Драгиша Пењин, Миленко Заблаћански, Душан Ковачевић, Јелисавета Сека Саблић, Лане Гутовић, Бранислав Лечић и многи други.

## 49. Чивијада 2017. (фото)
- Добошар позива на Чивијаду
- Маскота
- Обраћање новог председника Чивијашке републике
- Припреме пред Шабачко коло